# 引退試合
引退試合（いんたいしあい）とは、引退を表明した選手が引退するにあたって行われる試合のことである。

## 概要
引退試合は公式戦中に行う場合と公式試合以外の場合とがある。
いずれの場合でも試合後には引退式と称したセレモニーが催される。また、当該選手が試合そのものに出場するとは限らない。引退式ではファンへの挨拶、花束贈呈が実施される。また、選手を送り出すための演出も執り行われ、野球やサッカーなどの団体球技における胴上げ、ボクシングやプロレスなどの格闘技におけるテンカウントゴング（ゴングを10回打ち鳴らす）が有名である。引退試合はプロのみならず、アマチュアでもオリンピック出場経験者など著名な選手であれば実施される場合がある。
広義では引退式を行わない、現役最後の出場試合を含めることもある。
引退試合は大相撲の引退相撲及び断髪式を参考にした日本スポーツ界における風習となっているものである。そのため、海外ではMLBにおいてワンデー・マイナーリーグ・コントラクトと題して1日だけマイナー契約を結び、プレシーズンで始球式を行う程度で、セレモニーこそ引退から期間が経過してから執り行われるものの試合形式のイベントは皆無に近い。
スポーツではないが、囲碁棋士の本因坊秀哉は1938年の引退にあたり「引退碁」を行っており、藤沢秀行も1999年に行っている。
学生スポーツはその性質上出場できる回数が最大でも在籍校の最短修業年限に限られていることから、本大会または地区予選のメンバーに選出されなかった最上級生による引退試合が行われる場合もある。

## 競技別の引退試合

### 日本プロ野球
プロ野球が再開された1947年から、1975年まで野球協約で正規に定められていた。別名を「10年選手制度」といい、現在のフリーエージェント制度の前身である。
「10年選手」にはこの他にトレード拒否権、再契約金受給権が付与されていた。
この規定が適用された選手は次の12名。規程が「することができる」となっているため、吉田義男、稲尾和久、長嶋茂雄など、この規定による引退試合を行わなかった有資格者が多数存在する。
| 年月日        | 引退選手   | 所属球団         | 対戦球団           | 球場               |
| ------------- | ---------- | ---------------- | ------------------ | ------------------ |
| 1959年2月28日 | 千葉茂     | 読売ジャイアンツ | 近鉄バファロー     | 日本生命球場       |
| 1959年3月2日  | 藤村富美男 | 阪神タイガース   | 読売ジャイアンツ   | 阪神甲子園球場     |
| 1959年3月15日 | 西沢道夫   | 中日ドラゴンズ   | 南海ホークス       | 中日スタヂアム     |
| 1960年3月1日  | 大下弘     | 西鉄ライオンズ   | 毎日大映オリオンズ | 平和台宮城         |
| 1960年3月20日 | 服部受弘   | 中日ドラゴンズ   | 毎日大映オリオンズ | 中日スタヂアム     |
| 1962年3月3日  | 川崎徳次*  | 西鉄ライオンズ   | 読売ジャイアンツ   | 平和台球場         |
| 1962年3月20日 | 別所毅彦   | 読売ジャイアンツ | 西鉄ライオンズ     | 後楽園球場         |
| 1965年3月27日 | 飯田徳治*  | 国鉄スワローズ   | 南海ホークス       | 横浜公園平和野球場 |
| 1970年4月2日  | 金田正一   | 読売ジャイアンツ | ヤクルトスワローズ | 後楽園球場         |
| 1971年3月25日 | 杉浦忠     | 南海ホークス     | 読売ジャイアンツ   | 大阪球場           |
| 1973年3月21日 | 村山実     | 阪神タイガース   | 読売ジャイアンツ   | 阪神甲子園球場     |
| 1975年3月23日 | 川上哲治*  | 読売ジャイアンツ | 阪神タイガース     | 後楽園球場         |

（*選手引退後に連続してコーチ・監督として同じ球団に在籍しており、選手の引退時から遅れておこなった。3人のうち、川崎と川上は監督退任時の実施）
規定廃止後、1980年代半ばまでは選手契約を解除された後も含めたオープン戦を非公式の引退試合とするケースが多かったが、次第にシーズン終盤の公式戦を引退試合と位置付けるスタイルが増加した。現在の規則では引退選手がオープン戦に出場する場合、所属するチームが日本野球機構に申請を行い、セントラル及びパシフィック・リーグを通じてそれ以外の球団に公示する仕組みとなっている。自由契約になった後、他チームでの現役続行を模索してかなわず引退を決めた場合などでは、実際の試合への出場ではなく、始球式での対戦を引退試合とすることがある。2013年5月5日に開催された松井秀喜の引退式もこのセレモニーの形式によるものだが、長嶋茂雄と同時受賞することが決まった「国民栄誉賞贈呈式」を兼ねている。
2007年からクライマックスシリーズ（CS）が開催されるようになったが、これにより消化試合が少なくなり、また出場選手登録をそのまま引き継ぐため引退する選手を登録できず（あるいは、出場選手登録はしたが試合展開を受けて出場はできなかったというケースもある。一例として、矢野燿大［阪神。2010年］などが該当）、引退セレモニーのみを行うケースや、複数選手の合同で引退試合（及び引退セレモニー）を行うケース（一例として、永井怜及び小山伸一郎［楽天。2015年］などが該当）が多くなってきている。この場合、球団の告知でも引退試合ではなく引退セレモニーを行うとして発表されることが少なくない。
これらのことを受けて2017年シーズン途中から、引退試合を行う選手に限って現在登録している選手を抹消せず1日限定で出場登録選手の枠を超えて登録が可能となる特例措置が導入された。この特例により引退試合を行う選手は1試合に限り28人の出場登録選手の枠を超えて登録することが可能となる。登録できる選手の数に制限はないが、試合でベンチ入りできる選手は25人で変わらない。またこの登録をされた選手は次の日に自動的に登録抹消となりその後はクライマックスシリーズを含めたリーグ公式戦終了まで登録できなくなる（ただしこの制度を適用しない日本選手権シリーズでは登録可能）。また、登録後当該試合が中止となった場合は球団が指定する日に再び登録することが出来る。2017年9月24日に引退試合を行った井口資仁（ロッテ）、及び森野将彦（中日） が、この制度の最初の適用者になった（出場選手登録の頁を併せて参照）。反面、この制度を適用した場合、2007年に引退した佐々岡真司（広島）の様に「自身の引退試合を挙行した後他の選手の引退試合に出場する」ことや、2012年に引退した石井琢朗（広島）の様に「引退試合後に開催される古巣本拠地でのビジターゲームに出場する」ことはできず、従来通り出場選手登録枠内に当該選手を登録しなければならない。
なお、引退年も一軍戦力として計算されていた選手が特例とは無関係に出場登録選手の枠に留まるケースなど、この特例を使用しなかった場合、任意引退等の公示がなされない間はその試合後も選手として出場することは差し支えない。こういった選手の場合、引退試合では胴上げを行わずに、その後に開催されるCSあるいは日本シリーズの全日程終了後（あるいは敗退決定後）に、改めて引退の胴上げを行ったケースもある（一例として、小久保裕紀［ソフトバンク。2012年］、稲葉篤紀及び金子誠［日本ハム。2014年］などが該当）。
2013年シーズン限りで引退した山崎武司は、中日と1日限りの支配下選手契約を結び2014年3月21日の中日対楽天のオープン戦にスターティングメンバーで出場した。日本プロ野球で引退試合のために選手契約を結ぶのは山崎が初めてである。なお、後に同じく中日の山本昌も1日限定で支配下選手契約を結び、「打者1人限定」という条件の下に2016年3月5日の中日対ヤクルトのオープン戦に先発している。彼らを含め、中日所属選手の引退試合は多いが、これはドラゴンズの内規に、タイトルを一定数以上獲得した選手は引退試合を行うとする定めがあるため（具体的には在籍10年以上、タイトル獲得数5個以上、日本プロ野球名球会入りしているなど）である。

### Jリーグ
Jリーグでは
と定められている。
2014年3月の理事会で規約の一部改正が行わなれるまでは、公式戦「公式試合および天皇杯全日本サッカー選手権大会において通算500試合以上の出場実績を達成した選手またはJリーグで活躍し、Jリーグの発展に著しく貢献した選手を対象として開催する」の規定が存在したが、通算500試合以上の出場実績の実現が困難であるとして撤廃された。
2015年7月現在、規定が適用された選手は次の18名。
| 年月日        | 引退選手                 | 対戦カード                                     | 競技場                           |
| ------------- | ------------------------ | ---------------------------------------------- | -------------------------------- |
| 1995年7月30日 | 木村和司                 | 横浜・F・マリノス vs ヴェルディ川崎            | 三ツ沢公園球技場                 |
| 1999年8月23日 | ラモス瑠偉               | 読売ラモスオールスターズ vs Jリーグ選抜        | 国立競技場                       |
| 2003年6月15日 | 福田正博                 |                                                | 埼玉スタジアム2002               |
| 2003年6月23日 | 北澤豪                   |                                                | 国立競技場                       |
| 2004年1月4日  | 井原正巳                 |                                                | 国立競技場                       |
| 2007年1月21日 | 澤登正朗                 |                                                | 日本平スタジアム                 |
| 2007年7月29日 | 本田泰人                 | 鹿島アントラーズ1993 vs ヴェルディ1993         | 鹿島サッカースタジアム           |
| 2008年1月27日 | 城彰二                   |                                                | 三ツ沢公園球技場                 |
| 2009年2月1日  | 秋田豊                   | 鹿島アントラーズ vs ジュビロ磐田               | 茨城県立カシマサッカースタジアム |
| 2010年1月10日 | 名波浩                   | ステッレ・ジュビロ vs アズーリ・ジャポーネ     | エコパスタジアム                 |
| 2010年6月27日 | 林健太郎                 | ヴァンフォーレ甲府 vs 林健太郎とゆかいな仲間達 | 山梨県小瀬スポーツ公園陸上競技場 |
| 2012年7月16日 | 宮本恒靖                 |                                                | ホームズスタジアム神戸           |
| 2013年5月23日 | 藤田俊哉                 | ジュビロスターズ vs ジャパンブルー             | 国立競技場                       |
| 2013年11月4日 | 三浦淳宏                 | 横浜FRIENDS vs ATSU FRIENDS                    | ニッパツ三ツ沢球技場             |
| 2014年1月18日 | 波戸康広                 |                                                | ニッパツ三ツ沢球技場             |
| 2014年7月5日  | 山田暢久                 | 浦和レッズ vs レッズ歴代選抜 Rest of the REDS  | 埼玉スタジアム2002               |
| 2015年7月5日  | 中田浩二 柳沢敦 新井場徹 | ANTLERS LEGENDS vs KAY FRIENDS                 | 茨城県立カシマサッカースタジアム |

- 中田・柳沢・新井場徹は合同で引退試合を開催した。
- 上記選手のうち、波戸までの選手には旧規定が適用された。

上記以外に、選手契約解除後のプレシーズンマッチなどで非公式に行ったり、現役最後のホームゲームを引退試合と位置付け、セレモニーを行う場合もある（小倉隆史、アマラオ、森島寛晃など）。また、現役期間中に死去した松田直樹に対しては故人ゆかりの選手が参加した「追悼試合」という形で引退試合を行った。
さらに、2003年8月10日にはJリーグ選手協会協力のもと、2002年度の引退選手の感謝試合をエルマーノ大阪と行った。出場した選手は以下の通り。
- GK
  - 本並健治（2001年度引退のためゲスト扱い）
- DF
  - 公文裕明
  - 渡邉一平
  - 藤崎義孝
  - 飯島寿久
  - 松田悦典
  - 関本恒一
- MF
  - 中村伸
  - 岩瀬健
  - 田坂和昭
  - 小島光顕
  - 北内耕成
  - 大榎克己
- FW
  - 有馬賢二
  - 上村崇士
  - 浦田尚希
  - 中島礼司

### 日本プロバスケットボール
Bリーグでは、
と定められている。
2020年6月、適用第1号として同年限りで引退を表明した折茂武彦の引退試合が予定されていたが、コロナ禍のため2度延期となり、2022年6月18日に開催された。
Bリーグの前身たるbjリーグでは2014年1月25日に長谷川誠の引退試合が行われた。

### 日本プロボクシング
タイトル獲得者など実績を持つ選手は興行の一プログラムとして引退式と合わせて執り行う事が多い。同一ジムから複数の引退選手が出た場合は一興行でまとめて引退式を行う。なお、日本ボクシングコミッション（JBC）では後楽園ホールで行う引退式はチャンピオン経験者のみと規定しているが、そうでない選手であっても功労者として認められる場合はJBCが特例として許可する場合もある。後楽園ホール以外では特に規定はないため、カズ有沢のようにチャンピオン経験がなくても後楽園以外の会場で引退式を開く場合もある。最終的に引退式の実施は所属ジムやプロモーターの意向に任される。そのため世界王座に君臨していた選手であってもジムやプロモーターの都合により引退式が行われない場合がある（例えば具志堅用高の場合、世界王座13度防衛記録を打ち立てたにもかかわらず、毒入りオレンジ事件の影響で引退式が中止になった）。
引退試合は大抵エキシビションとして組まれるが、大東旭、長嶋建吾のようにライセンス失効前に現役最後の公式戦（ノンタイトル）として実施される事もある。
また、試合はせずに引退式のみを執り行う場合（主に傷病やその他個人的事情によりエキシビションすら不可能な選手が行う）や、引退式とエキシビションを別に行う場合（内藤大助）、ライセンス失効から長い年月を経て執り行う場合（竹原慎二）、坂本博之のように引退試合と位置づけた公式戦を戦った後に別日程で引退式、さらに引退記念興行（エキシビション）を開催する例もある。一方、薬師寺保栄の場合、世界王座獲得者であるにもかかわらず事情もあって引退式を行えず、ジム設立記念パーティーにてテンカウントゴングを聞いた。2006年4月2日にはビー・タイト事務局主催により、引退選手を対象に「The Final」と題したイベントが新宿FACEで開催され、カシアス内藤を筆頭に18名が引退試合を行った。

### プロレス
引退試合は通常の興行の中の一試合として中堅以上の選手であれば普通に行われるが、特に有名な選手になると興行自体が引退記念として行われ試合順もメインイベントになることが多い。フリーランスの場合、自主興行として行われることが多く、小橋建太や立野記代のように引退直前に所属団体を退団して自主興行として行うこともある。また、アントニオ猪木のように引退試合の前の興行で引退カウントダウンと銘打った試合を行うこともある。一方、興行の一部として引退セレモニーを行うが試合はしない例（ジャンボ鶴田、スタン・ハンセン）や、現役中に死去したため「引退試合」という名のセレモニーを行う例（ジャイアント馬場）、セレモニーすら行わずビデオ等での挨拶のみを済ませる例（ラッシャー木村）、試合に近い形のセレモニーを行う例（ブル中野）もある。変わったケースとして、総勢70人以上の時間差バトルロイヤルで引退したGAMIがいる。リック・フレアーは「負けたらその試合限り引退」とビンス・マクマホンに通告されていたため、その通告後に初めて負けた試合が現役最後の試合となり、後日引退セレモニーを行った。かつての全日本女子プロレスでは引退試合後もノーテレビに1ないし数試合出場した選手が存在した（ジャッキー佐藤など複数名該当）。

### 日本競馬
一定の成績を残して顕著な活躍を見せた競走馬について、競走馬としての引退が決定し、その引退レースが終了した当日や一定の期間が経ってからの昼休みに、その競走馬に関係する騎手、調教師、厩務員、馬主らが参列して引退式が行われる。但し、開催費用が馬主の負担となることからGI勝ち馬であっても引退式を執り行わない競走馬が多い。
騎手・調教師についても、それらが引退を発表し、騎手・調教師免許を満了・返上する週に引退セレモニーを開催することがあり、特に中央競馬においては騎手・調教師の免許更新（新規免許取得者を含む）が行われる3月を前にした2月の最終週に集中して行われるケースが多い。特筆されるケースとして岡部幸雄の騎手引退セレモニーが実施される2005年3月20日の中山競馬第12競走を「岡部幸雄騎手引退記念」（本来はオープン競走の「東風ステークス」として実施予定を、レース名を改題のうえ第10競走から最終競走に移設）と銘打ち、記念競走が実施されたことがある（岡部本人の騎乗はなかったが、優勝騎手へのプレゼンターとなっている）。

### 日本高校野球
日本の高校野球でも、全国高等学校野球選手権地方大会のベンチ入りメンバーに選ばれなかった3年生部員による引退試合を行う学校がある。また同大会は男子部員のみが対象となっていることから、女子部員の最後の晴れ舞台として引退試合を行うケースもある。